# Castranova
Castranova es una comuna ubicada en el distrito de Dolj, Rumania.

## Superficie
Posee una superficie de 67,46 kilómetros cuadrados.

## Demografía
Hasta 2021 la población era de 3341 habitantes, con una densidad de población de 49,53 habitantes por kilómetro cuadrado.